# ニキシー管

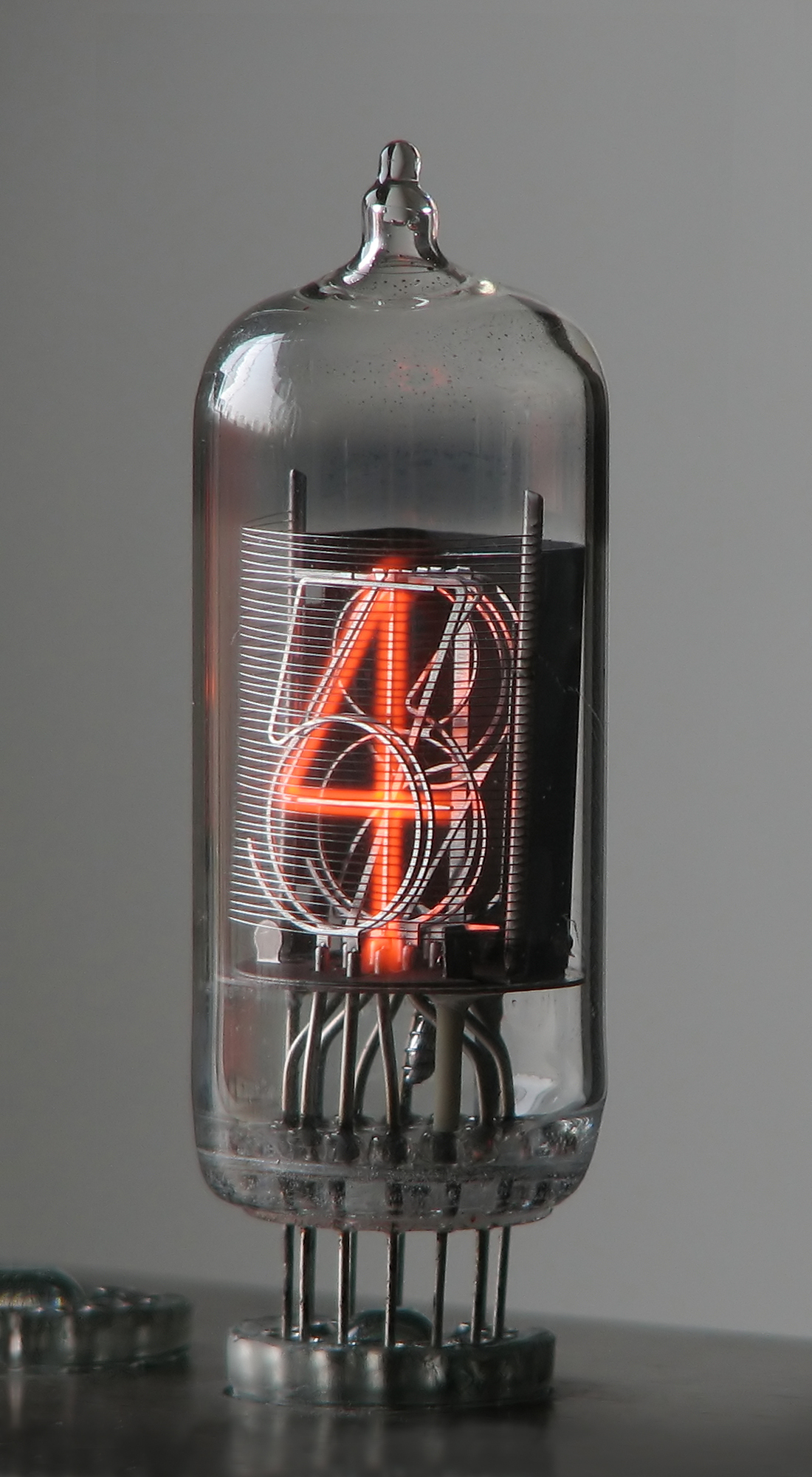
ニキシー管

ニキシー管（ニキシーかん、Nixie tube）は数字あるいは文字・記号の情報を表示する一種の冷陰極放電管（冷陰極管）である。

## 構造と動作

ニキシー管 (GN-4) の0 - 9までの表示

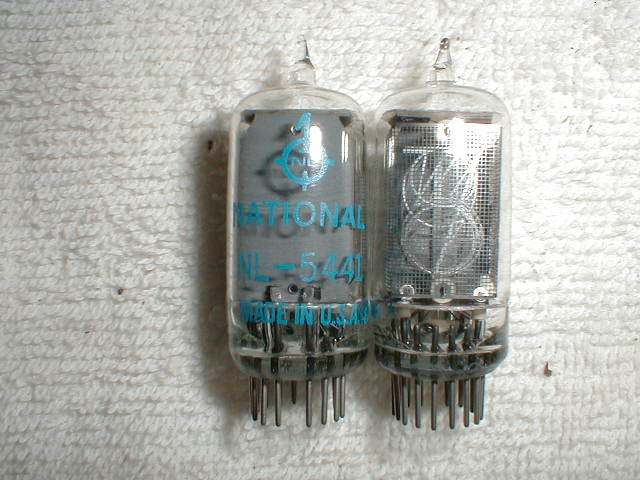
ニキシー管 NL54417型 背面（左）と前面（右、アラビア数字の陰極が重なって見える）

ガラス製で、数字あるいは文字などの形状をした多数の陰極と1つのメッシュ状陽極から構成され、内部は少量のアルゴンあるいはさらに少量の水銀を添加した0.15気圧以下のネオンガス（すなわち、放電電圧を低くするためのペニングガス）で満たされている。最も一般的なニキシー管は0 - 9の数字と小数点の形状の陰極を重ねて内蔵しているが、さらに様々な文字や記号を示すためのタイプ（1文字を14セグメントの陰極で同一平面に表示するものなど）もある。真空管のようなバルブの形状をしているものが有名である。各陰極と陽極との間に約140 - 170Vの直流電圧（おおむね商用電源を整流して得られる電圧レベル）が印加されると陰極から電子放出が起こり、陰極を覆うように赤橙色のグロー放電発光が生じるので数字などを認識することができる。発光色を変えることは使用する混合ガスを変えることで可能である。文字の大きさは高さが10 - 135mmのものがある。表示文字をバルブの頭部の方向から見る頭部表示型と側面方向から見る側部表示型があるが、小型機器には後者が用いられた。

## 歴史
ニキシー管は、1954年に小さな真空管製造企業「ハイデューブラザーズ研究所 (Haydu Brothers Laboratories)」が開発した。のちに同社はバロース社に買収されている。
同じようなデバイスは1920年代にすでに特許化されており、1930年代にはナショナルユニオン社 (National Union Co.) とテレフンケン社が量産を開始している。しかしながら、その構造はまだ洗練されたものではなく、デジタルエレクトロニクス技術も未熟な時代であったことから、ニキシー管の普及は1950年代まで待つこととなる。
雑誌「サイエンティフィック・アメリカン (Scientific American)」1973年6月号の記事によると、ニキシー (Nixie) という名称の由来は、"Numeric Indicator eXperimental No.1"の省略形である"NIX I"という。
バロース社に買収されたハイデュー社は、デジタルカウンタとして作動し、なおかつディスプレイ用のニキシー管を動作させることができる別の電子管技術も開発していた。これは、「Beam-X ch」計数管として知られ、後に「Trochotron（トロコトロン）」と呼ばれたものである。トロコトロンは、時計および周波数カウンタと同様に UNIVAC 1101コンピュータで使用された。
他の会社で製造されたニキシーと同じようなディスプレイは、「Numicator」などの様々な商標名で呼ばれていた。「ニキシー管」は一般名として早くから用いられたが、冷陰極ネオン表示管 (cold cathode neon readout tube) という名称も使用されていた。同じようなデザインの表示管は、1950年代から1990年代まで、世界的に製造されている。
1960年代後半、当時生産量を伸ばしていた電卓の表示用に多用され、生産量は最高に達した。
他の数字表示デバイスには、「Numitron」などと呼ばれる白熱のフィラメント表示管や「Digitron」などの名称をもつ蛍光表示管、発光ダイオード (LED)、液晶ディスプレイ (LCD) などがある。
ニキシー管は約170Vの電源を必要としたため、1970年代までに、低電圧動作の発光ダイオードや蛍光表示管によって表現される7セグメントディスプレイに主役の座を明け渡した。低電圧であることは、ドライバとして安価な集積回路を使う上で必要な条件であり、とくに新興のポケット電卓、および携帯型のデジタル測定機器には求められていた。7セグメントディスプレイの普及により、ニキシー管はその役目を終えることとなった。高額な特許料も衰退の一因であった。
その後も保守用としての生産は続いたが、1990年代までにすべてのメーカーで製造が終了した。
実用品としての利用は既に無いが、ニキシー管も駆動回路も個人で制作可能なレベルであるため、ニキシー管を使用した時計などレトロアートとしての需要があり、ストックをばら売りするネットショップや個人で少数生産する者も現れている。

## 応用例と寿命

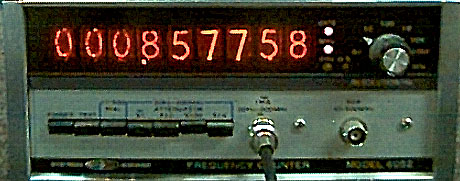
周波数カウンタでの動作表示例

ニキシー管は、初期のデジタル電圧計や回路計、周波数カウンタ、自動券売機、その他の多くの装置の数字表示器として使用された。また、軍事・研究機関における高価なデジタル式の時間表示器、そして多くの初期の電卓（1961年の真空管を使ったSumlock-Comptometer社のAnita Mk VII）にも使われていた。後に、14セグメントによる英数字表示形式が空港の到着・出発表示盤や株式相場表示盤に使用された。さらに、階の番号を表示するためにエレベーターのインジケーターや、駅の自動券売機・精算機、ピンボールなど古いアーケードゲーム機の得点表示に使われた例がある。名鉄7000系電車の2次車以降では客室内の速度計に使用されていた。
ニキシー管の平均寿命は製造技術や材料などによって異なり、初期の製品は5000時間ほどだったが、最後の頃の優れた製品では20万時間あるいはそれ以上に達した。ニキシー管は次のような多数の故障モードがある。
- 単純な破壊
- ガラスのヒビ割れや電極線導入部の気密劣化による大気の漏入
- 1字または複数文字の一部あるいは全部の陰極劣化による発光不良
- 放電に要する電圧値が上がることによる発光のちらつきや不点灯
- ガラス容器内面への電極金属のスパッタリングによる視認性悪化
- 誤用あるいはスパッタリングによる内部回路の開放または短絡

定格を超えた条件でニキシー管を駆動させると直ぐに動作停止に至る。特に過電流は電極のスパッタリングを引き起こす。